# Che giorno è
Che giorno è è una canzone di Marco Masini, scritta con Federica Camba e Daniele Coro.
Il brano è stato presentato al Festival di Sanremo 2015, piazzandosi al 6º posto nella categoria "Campioni".
È inserito nella raccolta Cronologia, pubblicata dal cantautore per i suoi 25 anni di carriera.

## Videoclip
Uscito in concomitanza con la partecipazione al Festival, il video del singolo è stato firmato dalla regia di Gaetano Morbioli.

## Classifiche
| Classifica (2015) | Posizione massima |
| ----------------- | ----------------- |
| Italia            | 20                |